# 克勒什文化
克勒什文化（Körös culture / Criș culture）是新石器時代中歐考古文化，以匈牙利東部河流克勒什河的名字命名。克勒什文化大約存在於公元前5800年至公元前5300年，分佈於塞爾維亞、匈牙利、羅馬尼亞。它與鄰近的斯塔爾切沃文化有緊密關聯，被合稱為斯塔爾切沃-克勒什文化。
在2017年《自然》雜誌上發表的一項基因研究分析了克勒什文化發掘的兩男四女六具遺體的DNA。兩具男性樣品的Y染色體DNA一個屬於I2a2，一個屬於g。在提取的六個mtDNA樣本中，五個屬於K1子分支，一個屬於H子分支。